# Службовець
Службо́вець — найнятий працівник, який належить до соціальної групи, що включає всіх зайнятих за наймам нефізичною працею в різних сферах суспільної зайнятості: в промисловості (інженери, бухгалтери, секретарі тощо), в сфері послуг (охороні здоров'я, торгівлі), освіті та на військовій службі.
У 1940—1950-і роки в найрозвиненіших країнах настала епоха науково-технічної революції, в результаті якої відбувається трансформація індустріального суспільства в постіндустріальне. Змінюється структура трудових ресурсів: зменшується доля фізичного і зростає доля розумової висококваліфікованої і творчої праці.
Доля сфери послуг у ВВП починає переважати над промисловістю. У зв'язку з цим зменшилася доля робочого класу в населенні, службовці стали переважаючою частиною населення розвинених країн, збільшилося значення «Середнього класу», вищий шар якого включає менеджерів і висококваліфікованих фахівців, а нижчий — інших службовців.